# Gaheung-dong
Gaheung-dong (koreanska: 가흥동) är en stadsdel i staden Yeongju i provinsen Norra Gyeongsang, i den centrala delen av Sydkorea, 170 km sydost om huvudstaden Seoul.

## Indelning
Administrativt är Gaheung-dong indelat i:
| Namn    | Namn               | Yta km² | Invånare 31 dec 2020 |
| ------- | ------------------ | ------- | -------------------- |
| 가흥1동 | Gaheung 1(il)-dong | 7,08    | 19 058               |
| 가흥2동 | Gaheung 2(i)-dong  | 17,14   | 8 040                |